# Landulf Junior
Landulf de Saint-Paul dit Landulf Junior ou Landulf de Milan (en latin : Landulfus, Landulphus Mediolanensis) est un chroniqueur milanais ayant vécu de 1077 à 1137.
Connu essentiellement pour son unique ouvrage historique et autobiographique Historia Mediolanensis, il peut être considéré comme l’un des historiens milanais les plus importants de son époque de par son approche pour l’écriture de son œuvre qui prend racine dans les conflits italiens entre 1097 et 1137. Personnage ecclésiastique important des ordres mineurs, il créera à plusieurs reprises des controverses entourant le siège de l’église de Saint-Paul ainsi que par ses nombreux conflits avec les membres du clergé milanais et de la faction ecclésiastique et politique milanaise des Pataria. Il terminera sa vie en jouant un rôle politique important auprès de la papauté ainsi que de la royauté germanique et italienne.

## Biographie

### Vie religieuse et politique
Il semblerait que Landulf Junior soit né en vers 1077, selon la mention « sexagenariae aetatis », c’est-à-dire, selon la traduction du latin, « soixante ans », qu’il fait de son âge dans son œuvre Historia Midiolanensis en 1136. Par contre, il n’existe actuellement aucune preuve de son âge réel ainsi que de l’endroit de sa naissance puisque les informations que nous avons de lui sont tirées de son unique œuvre. Il est le petit-fils de Lipranto, un prêtre réformiste milanais de la faction des Pataria aux idées très tranchées et au tempérament accusateur. C’est de lui qu’il prendra son ton caractère empreint aux conflits et aux confrontations qui marqueront sa vie adulte.
Issu d’une lignée d’ecclésiastique, Landulf Junior sera promis à une vie religieuse dès son enfance. Dès la fin du XIe siècle, plus précisément en 1099, il deviendra un acolyte à l’Église de Saint-Paul. Par contre, il ne parviendra jamais à s’élever dans les ordres religieux majeurs au cours de sa vie, essentiellement à cause des conflits qu’il aura avec les archevêques de Milan. À la suite de l’élection de Giordano au poste d’Archevêque en 1111, Landulf perdra son influence à l’église de Saint-Paul et il sera marginalisé, perdant tous les avantages de la vie ecclésiastique. Cependant, il tentera durant plusieurs années de reprendre possession de l’église de Saint-Paul. Il sera, jusqu’en 1126, contraint à travailler comme scribe, tuteur et il sera même à l’occasion, afin de subvenir à ses besoins, un membre de l’administration du gouvernement municipal milanais.
Il reprendra son importance politique en 1126, moment où son ami Anselmo Pusterla sera élu Archevêque. Dès lors il prendra position politiquement afin de favoriser un prétendant au trône impérial du Saint-Empire romain germanique, Conrad II le salique, au profit de son opposant Lothaire II. Par contre, à la suite de la mort de Conrad II, en 1136, il sera de nouveau marginalisé et tentera une dernière fois de récupérer son poste à l’église de Saint-Paul, mais ce fut un échec. C’est alors qu’en 1136, il commencera, à l’âge de soixante ans, à rédiger son œuvre Historia Mediolanensis jusqu’à sa mort à une date indéterminée en 1137.

### Ses voyages en France
À plusieurs reprises au cours de sa vie, Landulf junior sera amené à quitter l'Italie. Une des raisons les plus probantes est la perte d’influence ou l’impopularité de la faction des Pataria, faction dont fait partie Landulf Junior, dans une époque où la politique milanaise était très incertaine et bouleversé par de nombreux conflits internes.
La première fois que Landulf Junior du quitter Milan serait à cause de son oncle Liprando, qui accusait alors l’archevêque de Milan de simonie. Il serait alors allé à Orléans, en France, en 1102 pour parfaire son éducation et éviter les persécutions reliées aux accusations de son oncle et mentor Liprando. Il ne reviendra que durant une courte période, en 1106, à la suite du procès de son oncle.
Quelque temps après son retour à Milan en 1106, Landulf retourne en France, mais cette fois-ci à Tours. C’est à cette époque qu’il aurait exercé les fonctions de secrétaire pour des membres de la noblesse milanaise, eux aussi à l’extérieur de Milan pour des raisons politiques reliées à la montée en popularité de la faction ennemie des Pataria. Il ne retournera en Italie qu’en 1107 afin d’escorter son oncle vers Milan, alors de retour d’exil.
Finalement, il retournera encore en France en 1109, à Lyon, afin d’aller étudier avec Rodolfo Anselmo. Par contre, il n’est pas clair que Landulf ait quitté Milan volontairement puisqu’au même moment Milan était en guerre contre la ville de Lodi. Il retournera en Italie en 1110 où il tentera de reprendre l’église de Saint-Paul, sans succès.

## Contexte historique entourant Landulf Junior

### Les conflits italiens desXIeetXIIesiècles
Dès le XIe siècle, et ce jusqu’à la fin du XIVe siècle , le nord de l’Italie sera aux prises avec une série de guerres régionales entre les différentes communes. Parmi les plus puissantes se trouve Milan. Engagé dans des échanges commerciaux à la fois locaux et internationaux, les différentes villes du nord de l’Italie prendront beaucoup de puissance à la fois économique et politique. Elles utiliseront leurs puissances afin de s’étendre sur les territoires environnants à la ville. À l’intérieur de celles-ci, s’est développé un grand nombre de structures administratives qui va créer un nombre important de conflits à l’interne entre différentes factions, qui peuvent être religieuse, commerciale ou simplement des familles aristocratiques importantes. C’est dans ce contexte qu’a vécu Landulf junior à Milan en plus d’être la cause de plusieurs de ses exils en France au début du XIIe siècle.
Au même moment que les guerres intestines italiennes survient un conflit ouvert entre la papauté et les empereurs romains germaniques. Les annales de la fin du XIe siècle montrent constamment que les papes excommunient les empereurs. Dans le premier quart du XIIe siècle, lors de la nomination de Conrad II, celui-ci nomme, comme c’est la coutume pour les empereurs, les évêques pour leurs qualités politiques et militaires, et ce, peu importe la volonté du Pape. À l’intérieur de ce conflit, les villes et les communes nord-italiennes prennent position selon leurs propres intérêts ou les intérêts qu’elles mettent de l’avant afin de se maintenir en place. À la fin de sa vie, Landulf Junior prendra position en faveur de Conrad II.

## Réalisations de Landulf Junior

### La chronique universelle médiévale
Genre très populaire au Moyen Âge, la chronique est un écrit relatant l’histoire d’une région fait en ordre chronologique, année après année. Ce genre littéraire médiéval n’avait pas pour but d’être d’un grand esthétisme. Il avait plutôt comme but d’informer les gens de l’histoire. C’est pourquoi les chroniques ne sont pas nécessairement bien reçues et considérées utiles lors de leur écriture, souvent faite dans un temps rapproché des évènements en question. Elles prennent de la valeur avec les années et feront office de sources essentielles pour le travail des historiens.

### Chroniqueur italien desXIeetXIIesiècles
Landulf Junior est un chroniqueur de la quatrième période de la littérature latine du Moyen Âge. Cette période se situe essentiellement entre la seconde moitié du XIe siècle et la fin du XIIe siècle. Période de fleurissement intellectuelle que Landulf représente bien dans sa volonté de décrire les événements qui se sont déroulés autour de lui. Cette intensité intellectuelle va de pair avec la vie politique italienne de l’époque où se déroulent des affrontements violents entre les villes italiennes ainsi qu’entre le Saint-Empire romain germanique et la Papauté.

### Historia Mediolanensis
Écrit de 1136 à 1137, l’Historia Mediolanesis décrit des événements se déroulant inclusivement entre 1097 et 1137. Rédigé sous forme de chronique, l’ Historia Mediolanesis est à la jonction entre l’autobiographie ainsi que le texte historique (chronique universelle) puisque les événements qu’il relate sont directement liés à son propre vécu. Ce qui rend le document de Landulf Junior unique et précieux sur le plan historique, c’est son unique point de vue de l’histoire des humbles (citoyens ordinaires) de Milan ainsi que de la politique et l’organisation ecclésiastique milanais durant les conflits entre les empereurs et les papes. De plus, Landulf Junior y pose un regard critique à propos de la politique municipale milanaise en plus d’un point de vue unique, mais légèrement partial, à propos des luttes entre les factions ecclésiastiques milanaises pour le contrôle de la ville et de l’archevêché.
Le document de Landulf Junior ne sera que critiqué et que publié en 1724. Auparavant, il n’était pas possible de le trouver sous une autre forme qu’un manuscrit à la bibliothèque Ambrosiana de Milan. À plusieurs reprises durant le bas Moyen Âge, le document sera retranscrit, mais une quantité importante d’erreurs s’y glisseront à un point tel qu’il est maintenant impossible de savoir qu’elle fut la version originale de Landulf Junior.